# 新加坡宣言
新加坡宣言（英語：Singapore Declaration）是大英國協政府首腦會議所發表之具有里程碑意義的宣言，闡明了作為大英國協成員國的共同之標準及價值觀。新加坡宣言於1971年1月22日在第一次大英國協政府首腦會議結束時於新加坡發布。直至2012年通過大英國協憲章之前，新加坡宣言被認為是與1991年發布的哈拉雷宣言同為大英國協最重要的兩個文件之一。

## 概要
新加坡宣言首先申明了大英國協各個成員國之間的關係及其基本目標：
大英國協是主權獨立的國家之間自願結合的組織，每個國家都對自己的政策負責，為國協內各個成員國人民的共同利益進行磋商和合作，並促進國際理解和世界和平。
第二章描述了大英國協的範圍和多樣性，包括橫跨六大洲和五大洋的富國和窮國。第二章第三條指出，在冷戰最激烈的時期，大英國協的成員國資格與其他任何國際組織或不結盟運動的成員資格是兼容的。
接下來的十章依次詳述了大英國協的核心政治原則。包括：世界和平和對聯合國的支持、公民自由與平等主義、消除貧困、無知、疾病及貧富差距、自由貿易、機構合作、多邊主義以及拒絕國際脅迫。
最後一章做了以下的總結：我們打算培養和發展這些關係，因為我們相信我們的國協可以擴大人類的理解和各國之間的互相了解，並有助於消除基於種族、膚色或信仰差異的歧視，維護和加強個人自由，促進豐富所有人的生活，並為國家間的和平提供強大的影響。